# Маннінгтон (Західна Вірджинія)
Маннінгтон (англ. Mannington) — місто (англ. city) в США, в окрузі Меріон штату Західна Вірджинія. Населення — 1952 особи (2020).

## Географія
Маннінгтон розташований за координатами 39°31′43″ пн. ш. 80°20′26″ зх. д. / 39.52861° пн. ш. 80.34056° зх. д. (39.528695, -80.340490). За даними Бюро перепису населення США в 2010 році місто мало площу 2,98 км², з яких 2,85 км² — суходіл та 0,12 км² — водойми.

### Клімат
| Клімат : Маннінгтон   | Клімат : Маннінгтон | Клімат : Маннінгтон | Клімат : Маннінгтон | Клімат : Маннінгтон | Клімат : Маннінгтон | Клімат : Маннінгтон | Клімат : Маннінгтон | Клімат : Маннінгтон | Клімат : Маннінгтон | Клімат : Маннінгтон | Клімат : Маннінгтон | Клімат : Маннінгтон | Клімат : Маннінгтон |
| Показник              | Січ.                | Лют.                | Бер.                | Квіт.               | Трав.               | Черв.               | Лип.                | Серп.               | Вер.                | Жовт.               | Лист.               | Груд.               | Рік                 |
| Середній максимум, °C | 5,6                 | 6,7                 | 12,2                | 18,3                | 23,9                | 27,8                | 29,4                | 28,3                | 25,6                | 19,4                | 12,2                | 6,1                 | 17,8                |
| Середній мінімум, °C  | −6,1                | −6,1                | −1,7                | 2,8                 | 7,8                 | 12,8                | 15,0                | 14,4                | 10,6                | 3,9                 | −1,1                | −5                  | 3,9                 |
| Норма опадів, мм      | 99                  | 76                  | 99                  | 99                  | 107                 | 117                 | 124                 | 109                 | 86                  | 76                  | 74                  | 89                  | 1156                |
| --------------------- | ------------------- | ------------------- | ------------------- | ------------------- | ------------------- | ------------------- | ------------------- | ------------------- | ------------------- | ------------------- | ------------------- | ------------------- | ------------------- |
| Джерело: Weatherbase  |                     |                     |                     |                     |                     |                     |                     |                     |                     |                     |                     |                     |                     |

## Демографія
Згідно з переписом 2010 року, у місті мешкали 2063 особи в 842 домогосподарствах у складі 578 родин. Густота населення становила 693 особи/км². Було 964 помешкання (324/км²).
Расовий склад населення:
| - 98,8 % — білих - 0,3 % — азіатів - 0,2 % — корінних американців - 0,2 % — чорних або афроамериканців |

До двох чи більше рас належало 0,4 %. Частка іспаномовних становила 0,9 % від усіх жителів.
За віковим діапазоном населення розподілялося таким чином: 23,5 % — особи молодші 18 років, 59,0 % — особи у віці 18—64 років, 17,5 % — особи у віці 65 років та старші. Медіана віку мешканця становила 41,8 року. На 100 осіб жіночої статі у місті припадало 91,6 чоловіків; на 100 жінок у віці від 18 років та старших — 88,8 чоловіків також старших 18 років.
Середній дохід на одне домашнє господарство становив 49 902 долари США (медіана — 43 750), а середній дохід на одну сім'ю — 55 664 долари (медіана — 49 798). Медіана доходів становила 36 779 доларів для чоловіків та 26 786 доларів для жінок. За межею бідності перебувало 13,5 % осіб, у тому числі 16,5 % дітей у віці до 18 років та 3,5 % осіб у віці 65 років та старших.
Цивільне працевлаштоване населення становило 738 осіб. Основні галузі зайнятості: освіта, охорона здоров'я та соціальна допомога — 28,5 %, роздрібна торгівля — 16,3 %, сільське господарство, лісництво, риболовля — 8,7 %, транспорт — 7,2 %.

## Уродженці
- Вільям Матені (* 1984) — американський співак, автор пісень, автор-виконавець.